# Hidenori Hara
Hidenori Hara (原秀則  Hara Hidenori?,  Nacido el 14 de junio, 1961 en Akashi, Hyogo, Japón) es un mangaka japonés. Hidenori ganó el premio Shōgakukan en el año 1988 en la categoría shōnen por su trabajo Just Meet y Fuyu Monogatari.

## Trabajos
- Aozora (青空 Aozora?)
- Train Man (電車男 Densha Otoko??)
- Free Kick!
- Fuyu Monogatari (冬物語 Fuyu Monogatari?)
- G -Gokudo Girl- (ジー G -Gokudo Girl-?)
- Itsudemo Yumewo (いつでも夢を Itsudemo Yumewo?)
- Just Meet (ジャストミート Just Meet?)
- Regatta (レガッタ　君といた永遠 Regatta Kimi to Ita Eien?)
- Someday (サムデイ Someday?)
- Uchi ni Oideyo (部屋においでよ Uchi ni Oideyo?)
- When You Wish Upon a Star (ほしのふるまち Hoshi no Furu Machi?)
- Yattarou Jan!! (やったろうじゃん！！ Yattarou Jan!!?)